# Scottish Championship
Scottish Championship – liga piłkarska w Szkocji, reprezentująca drugi poziom rozgrywek piłkarskich w tym kraju. Powstała w 2013 roku w wyniku połączenia Scottish Premier League i Scottish Football League.

## Zespoły w sezonie 2022/2023
| Klub                         | Miasto    | Stadion            | Pojemność |
| ---------------------------- | --------- | ------------------ | --------- |
| Arbroath                     | Arbroath  | Gayfield Park      | 6 600     |
| Ayr United                   | Ayr       | Somerset Park      | 10 185    |
| Cove Rangers                 | Aberdeen  | Balmoral Stadium   | 2 602     |
| Dundee F.C.                  | Dundee    | Dens Park          | 11 506    |
| Greenock Morton              | Greenock  | Cappielow Park     | 11 589    |
| Hamilton Academical          | Hamilton  | New Douglas Park   | 6 078     |
| Inverness Caledonian Thistle | Inverness | Caledonian Stadium | 7 750     |
| Partick Thistle              | Glasgow   | Firhill Stadium    | 10 102    |
| Queen's Park                 | Glasgow   | Ochilview Park     | 3 746     |
| Raith Rovers                 | Kirkcaldy | Stark's Park       | 8 876     |